# Cavalli Islands
Die Cavalli Islands sind eine Inselgruppe nahe Whangaroa an der Pazifikküste der Nordinsel von Neuseeland.

## Geographie
Die Inselgruppe befindet sich an der Ostküste des Far North District und zählt zur Region Northland. Die Inseln sind durch die Cavalli Passage vom Festland getrennt und liegen 5 km östlich der Matauri Bay.

### Die Inseln der Gruppe
Cavalli Islands besteht aus der mit 3,40 km² mit Abstand größten Insel Motukawanui Island und zahlreichen kleineren Inseln. Diese sind von Nord nach Süd
| Insel                             | Größe (ha) | Höhe (m) | Länge (m) | max. Breite (m) | Anmerkungen                                     |
| --------------------------------- | ---------- | -------- | --------- | --------------- | ----------------------------------------------- |
| Tokananohia Reef (True Love Reef) | 0,01       |          | 32        | 10              |                                                 |
| Horonui Island                    | 0,68       | 20       | 140       | 60              |                                                 |
| Motutapere Island                 | 4,9        | 80       | 300       | 260             |                                                 |
| Hamaruru Island                   | 7,3        | 55       | 470       | 395             |                                                 |
| Panaki Island                     | 13,5       | 64       | 655       | 325             |                                                 |
| Tuturuowae Island                 | 0,55       | 40       | 130       | 65              |                                                 |
| Nukutaunga Island                 | 11,9       | 108      | 500       | 376             |                                                 |
| Takaroto Rock                     |            |          | 57        | 46              |                                                 |
| Motutakupu Island                 | 1,0        | 40       | 200       | 95              |                                                 |
| Haraweka Island                   | 6,2        | 66       | 330       | 235             |                                                 |
| Motukawanui Island                | 3.700      | 177      | 3.725     | 1.800           | Scenic Reserve und größte Insel der Inselgruppe |
| Te Haumi Rock                     |            |          | 55        | 30              | flache, von der Brandung überspülte Felseninsel |
| Te Toi Island                     |            |          | 60        | 20              | aus mehreren teilen bestehende Felseninsel      |
| Kaitirehe Rock                    |            |          | 65        | 60              | aus zwei Teilen bestehende Felseninsel          |
| Motumahanga Island                |            |          | 110       | 105             |                                                 |
| Te Anaputaiti Island              |            |          | 170       | 60              | aus mehreren Teilen bestehende Felseninsel      |
| Te Anaputa Island                 |            |          | 150       | 100             | aus mehreren Teilen bestehende Felseninsel      |
| Motuharakeke Island (Flax Island) | 4,5        | 59       | 435       | 160             |                                                 |
| Moturahurahu Island               | 0,78       | > 20     | 110       | 100             |                                                 |
| Parawanui Reef                    |            |          | 230       | 80              |                                                 |
| Motukaroro Island                 | 0,5        | > 20     | 132       | 65              |                                                 |
| Te Karo Island                    |            |          | 72        | 20              |                                                 |
| Keokeo Island                     | 1,1        | > 40     | 146       | 130             |                                                 |
| Motumuka Island                   | 2,45       | > 40     | 230       | 145             |                                                 |
| Tarawera Island                   |            | < 20     | 115       | 100             |                                                 |
| Whatupuke Island                  | 1,35       | < 20     | 197       | 137             |                                                 |
| Whatupukeiti Island               | 1,8        | 28       | 217       | 143             |                                                 |
| Piranui Island                    | 1,0        | 40       | 180       | 135             |                                                 |
| Motukahakaha Island               |            |          | 45        | 26              |                                                 |
| Kahangaro Island                  | 3,7        | 46       | 325       | 195             |                                                 |
| Motukawaiti Island (Step Island)  | 45         | 115      | 1.400     | 560             |                                                 |
| Motuhuia Island                   | 0,72       | > 20     | 360       | 66              |                                                 |

## Nutzung
Die Hauptinsel ist ein Naturreservat, einige der kleineren Inseln sind Privateigentum.

## Geschichte
Das von französischen Geheimdienstlern mit Billigung des damaligen Präsidenten François Mitterrand 1985 durch einen terroristischen Bombenanschlag versenkte Schiff von Greenpeace, die Rainbow Warrior (siehe Versenkung der Rainbow Warrior), fand bei den Cavalli Islands nahe der Matauri Bay als künstliches Riff seine letzte Ruhestätte. Die Idee stammte von der New Zealand Underwater Association. Es schien ein angemessenes Ende für ein Schiff zu sein, das dem Schutz der Meeresumwelt diente. Ein Denkmal oberhalb des Strandes der Matauri Bay ist der Rainbow Warrior gewidmet.
Das Schiff wurde nach dem Anschlag gehoben und am 2. Dezember 1987 von Auckland Richtung Norden geschleppt. Zehn Tage später erhielt das Schiff ein traditionelles Māori-Begräbnis. Heute ist das Wrack ein beliebtes Tauchziel. Die ortsansässigen Māori kümmern sich um seinen Schutz und Erhalt.